# Општина Кожаска (Дамбовица)
Кожаска (рум. Cojasca) општина је у Румунији у округу Дамбовица.
Oпштина се налази на надморској висини од 132 m.